# Arinto de Bucelas

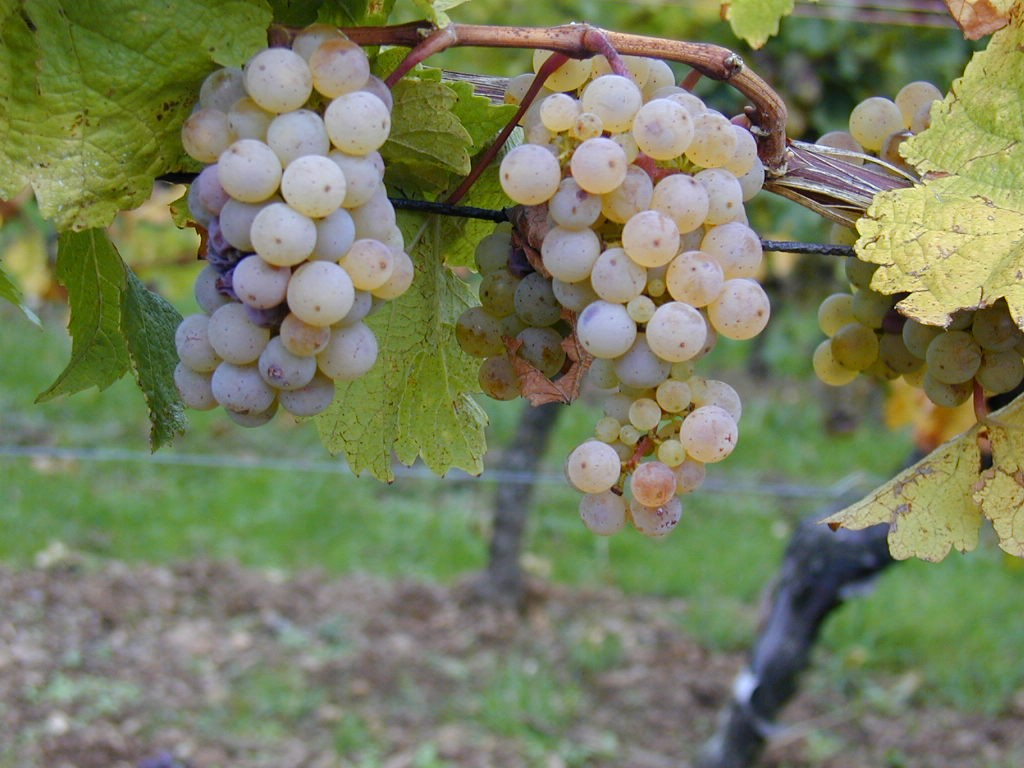
Wit druivenras

De Arinto de Bucelas is een witte druivensoort uit Portugal even ten noorden van de hoofdstad Lissabon.

## Geschiedenis
Zoals de naam reeds aangeeft, komt deze druif zeer waarschijnlijk uit de regio Bucelas ten noorden van Lissabon. In 1712 komt de naam Arinto reeds voor in het eerste Portugese geschrift over wijnbouw. Het is een van de oudste inheemse druivensoorten uit Portugal. In de loop van de eeuwen verspreidde deze druif zich noordwaarts tot in de Vinho Verde, het uiterste noorden van Portugal. Daar is het vandaag de dag een traditionele variëteit.

## Kenmerken
Late bloei en dus ook een late oogst. De kleine druiven groeien in zeer compacte trossen bij elkaar en kunnen goed tegen de droogte. De zuurgraad is hoog waardoor het een frisse afdronk heeft met een aroma van citroen. Vermeldenswaard is dat deze variëteit gevoelig is voor dwergcicaden, die het op het blad hebben gemunt.

## Gebieden
De druif komt in het noorden van Portugal voor onder de naam Pederna en in het zuiden - waar het veel warmer is - wordt het vaak gemengd met de Alentejo druif. Maar de beste wijn van deze druif komt toch uit Bucelas, waar de invloed van de oceaan zorgt voor elegante wijnen, die behalve citroen en groene appels, ook minerale tonen heeft dankzij de kalkrijke bodem. Wijn uit goede jaren kan goed bewaard worden.

## Synoniemen[1]
- Arintho
- Arintho du Dao
- Arinto Cachudo
- Arinto Cercial
- Arinto d'Anadia
- Arinto do Douro

- Arinto Galego
- Asal Espanhol
- Asal Galego
- Assario Branco
- Azal Espanhol
- Azal Galego

- Boal Cachudo
- Branco Eepanhol
- Cerceal
- Chapeludo
- Malvasia Fina
- Pe de Perdiz Branco

- Pederna
- Pedernao
- Pedrena
- Val de Arintho